# Bucking Broncho
Bucking Broncho ist ein US-amerikanischer Kurzfilm aus dem Jahr 1894. Regie führte William K. L. Dickson. Die Aufnahmen entstanden vor den Edison Laboratories der Edison Manufacturing Company.

## Filminhalt
Lee Martin reitet auf einem wilden Hengst Rodeo und wird nach einiger Zeit abgeworfen. Dabei wird er vom Publikum beobachtet und bejubelt.

## Hintergrundinformationen
Der Rodeoreiter Lee Martin aus der Buffalo Bill’s Wild West Show trat in diesem Film zum ersten und zum letzten Mal vor die Kamera. Im Publikum befindet sich Frank Hammitt, die weiteren Zuschauer sind nicht bekannt.
Der 21-sekündige Film befand sich niemals im Rechteportfolio der Edison Manufacturing Company.